# Новая Уда (Иркутская область)
Новая Уда — село в Иркутской области Российской Федерации. Усть-Удинский район, Сельское поселение Новоудинское.

## География
Расположено в 55 км от районного центра, на высоте 473 м над уровнем моря. Поблизости: Кижа, Балаганка, Чичкова, Долганова, Халюты, Податовская, Молька, Усть-Малой, Лобагай, Ясачная Хайрюзовка.

## История
Село известно как место ссылки; в числе ссыльных — И. В. Сталин.
27 ноября 1903 года Сталин прибыл на место ссылки — в село Новая Уда Балаганского уезда Иркутской губернии. Поселился в доме крестьянки Марфы Ивановны Литвинцевой. Дважды бежал. Первая попытка была неуспешной: добрался из Новой Уды до Балаганска «с отмороженными ушами и носом, поэтому дальше бежать не смог и вернулся обратно». Неудача не сломила его: 5 января 1904 года он совершил новый побег, на этот раз успешный.
В Новой Уде, где его содержали, через три десятилетия был открыт мемориальный музей.
Постоянное население села 1261 чел.(2002г), 1058(2010). В 2012 г учтено 843 избирателя.
Старейшее поселение на Уде — Ново-Удинская слобода. Затем это было село Новая Уда, ныне затопленное и перенесённое на новое место. Старинное село, которое в первые советские десятилетия было настоящей святыней района.

## Транспорт
Из Иркутска едет маршрутный автобус 535 (306 км) Иркутск — Новая Уда.

## Улицы
Горького, Дзержинского, Кольцевая, Ленина, Макаренко, Мира, Набережная, Октябрьская, Полевая, Советская, Юбилейная.

## Достопримечательности
- Новоудинский музей Сталина

## Население
| 2002 | 2010  | 2011  | 2012  |
| ---- | ----- | ----- | ----- |
| 1261 | ↘1058 | ↘1052 | ↘1022 |